# Bentonita

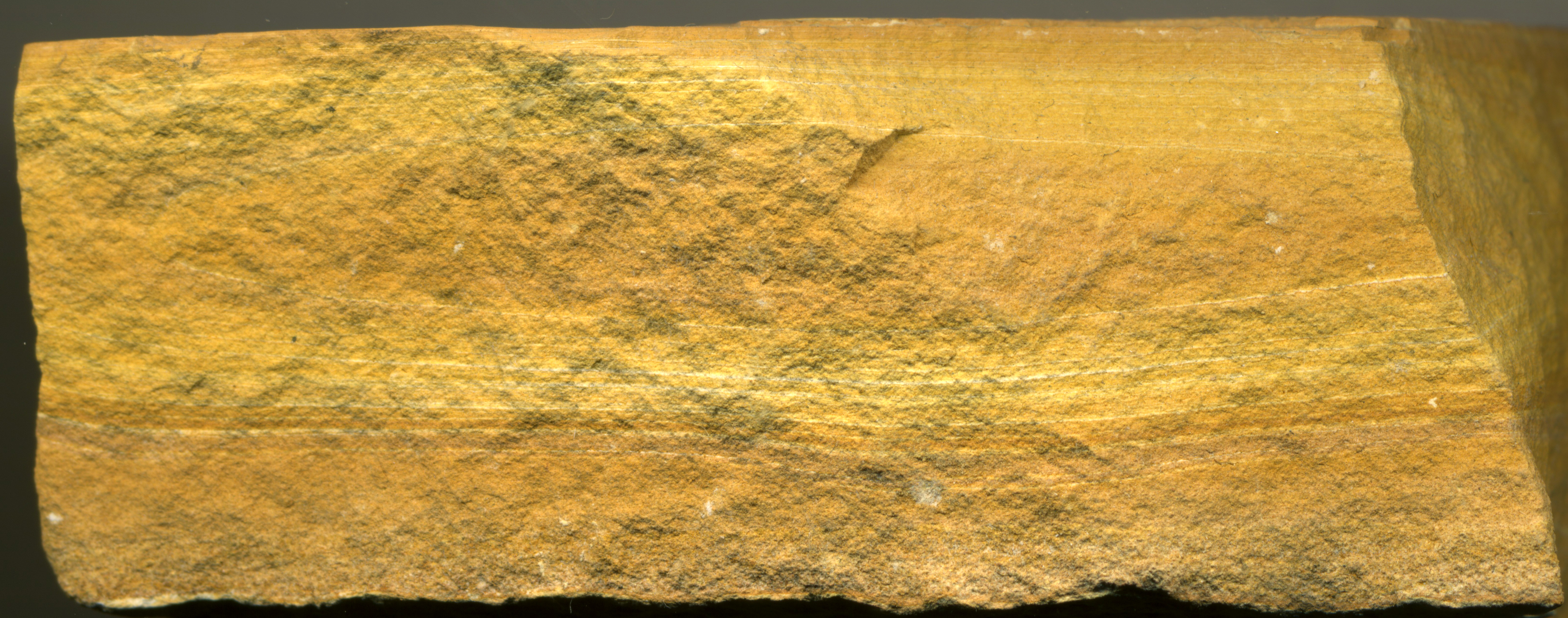
Bentonita (ceniza volcánica) de Wyoming

La bentonita es una arcilla de grano muy fino (coloidal) del tipo de montmorillonita que contiene bases y hierro. Tiene aplicaciones en cerámica, entre otros usos. El nombre deriva de un yacimiento que se encuentra en Fort Benton, Estados Unidos.

## Características
El tamaño de las partículas es inferior a un 0,03% al del grano medio de la caolinita. El tipo más normal es la cálcica. La sódica se hincha cuando toma contacto con el agua. El hierro que contiene siempre le da color, aunque existe también una bentonita blanca. Este tipo dará un mejor color en reducción que en la oxidación cuando se emplea en cuerpos de porcelana. También ayuda a la suspensión del barniz.
Existen diversos tipos de bentonita que varían en plasticidad como en dureza. Existen unas pocas, como la tierra de batán, que carecen de plasticidad.
Es una arcilla muy pegajosa con un alto grado de encogimiento (los enlaces entre las capas unitarias permiten la entrada de una cantidad superior de agua que en la caolinita) y tiene tendencia a fracturarse durante la cocción y el enfriado. Por ese motivo no conviene trabajarla sola o como materia predominante de una masa.

## Aplicaciones
- En ingeniería civil y cimentaciones, para sostenimiento de tierras, en forma de lodo bentonítico.
- En construcción, como material de sellado.
- En perforación de pozos para extraer agua, petróleo o gas natural, usada en la preparación de los lodos de perforación.
- En la elaboración de grasas lubricantes.
- En la elaboración de aromatizantes.
- En la industria del vino como clarificante inorgánico.
- En la transcripción in vitro a partir de DLPs (partículas de doble capa) de Rotavirus.
- En alimentación animal para la eliminación de toxinas de alimentos.
- En humanos se le atribuyen efectos desintoxicantes a nivel físico y no químico.
- En metalurgia la bentonita sódica y la cálcica como aglutinante de la arena de cuarzo para fabricar moldes para fundición.
- Arenas o piedritas sanitarias para arenero de gatos (mascotas).
- Como aditivo para pinturas tixotrópicas o impermeables.
- En la elaboración de electrodos para puesta a tierra.
- Para rellenar pozos de captación geotérmica vertical por su buena conductividad del calor y su homogénea mezcla sin burbujas, lo que facilita el contacto con las sondas.
- Como desecante o absorbente de humedad.